# Глухарь в кино
«Глухарь в кино» — российский комедийный детектив. Премьера состоялась 21 апреля 2010 года в кинотеатре «Пушкинский» (ранее премьера планировалась 8 апреля, другое название — «Глухарь. 24 часа»). В ролях фильма — герои телесериала «Глухарь».

## Сюжет
Два друга детства работают в одном отделении милиции. Сергей Глухарёв — следователь, Денис Антошин — оперативник. Вечер, который они проводят с друзьями в ресторане, преподносит им ужасный сюрприз. Случайная ссора с одним из посетителей, после которой его находят убитым, переворачивает всю жизнь Глухарёва и Антошина. Друзья объявлены в розыск как опасные преступники. Теперь за ними охотятся не только бывшие коллеги, но и профессиональный наёмник, работающий на семью погибшего.
В фильме сохранены все линии сериала «Глухарь», характеры, второстепенные персонажи. Фильм значительно отличается от сериала жанром — в сюжетах присутствуют трюки и спецэффекты.

## В ролях
- Максим Аверин — Сергей Викторович Глухарёв, майор юстиции, начальник следственного отдела ОВД «Пятницкий»
- Денис Рожков — Денис Олегович Антошин, старший лейтенант милиции, оперуполномоченный уголовного розыска ОВД «Пятницкий»
- Виктория Тарасова — Ирина Сергеевна Зимина, подполковник милиции, начальник ОВД «Пятницкий»
- Владимир Фекленко — Николай Викторович Тарасов, лейтенант юстиции, следователь ОВД «Пятницкий»
- Мария Болтнева — Анастасия Владимировна Клименко, девушка Дениса Антошина
- Владислав Котлярский — Станислав Михайлович Карпов, подполковник милиции, начальник СКМ ОВД «Пятницкий»
- Алексей Серебряков — Андрей Смирнов, наёмный киллер
- Борис Химичев — Пётр Андреевич Зинкевич
- Мария Рассказова — Марина
- Равшана Куркова — Вера
- Павел Басов — Игорь Петрович Зинкевич
- Борис Покровский — Алексей Григорьевич Черенков, старший лейтенант юстиции, следователь ОВД «Пятницкий»
- Максим Мальцев — Павел Цветков, сержант милиции, инспектор ДПС, друг Дениса Антошина
- Александр Бобров — Андрей Ильич Агапов, старший лейтенант юстиции, следователь ОВД «Пятницкий»
- Юрий Чурсин — Щука
- Вячеслав Манучаров — Олег Петрович Зинкевич
- Дмитрий Блохин — Георгий
- Юрий Макеев — Дмитрий Лазарев, лейтенант милиции, инспектор ДПС, друг Дениса Антошина
- Любава Аристархова — жена Андрея Смирнова

## Съёмки
- Продюсер Ефим Любинский, режиссёр Владимир Виноградов, композитор Алексей Шелыгин и оператор-постановщик Сергей Юдаев уже работали вместе на фильме «Ласковый май». Артисту Вячеславу Манучарову, игравшему в «Ласковом мае» главную положительную роль (Андрея Разина), в «Глухаре в кино» досталась отрицательная роль[3].
- Взрыв автозаправочной станции снимали одновременно с 7 камер — нужно было заснять всё одним единственно возможным дублем[3].
- Во время съёмок сцены погони к киношной машине ДПС присоединился реальный экипаж, находящийся на дежурстве, чтобы помочь задержать нарушителя[3].
- Когда Глухарёв и Антошин с помощью дымовых шашек устраивают подобие пожара в штаб-квартире олигарха, в офисном центре, где проходили съёмки, из окон так повалил дым, что прохожие, не разобравшись, вызвали пожарных. Те среагировали оперативно и попали в кадр[3].